# Joseph François Michaud
Joseph François Michaud (19 de junho de 1767 - 30 de setembro de 1839) foi historiador e publicitário francês.

## Biografia
Michaud nasceu em Albens, Savoie, estudou em Bourg-en-Bresse e, posteriormente, se envolveu em obras literárias em Lyon, onde a Revolução Francesa despertou pela primeira vez o forte desagrado pelos princípios revolucionários que se manifestaram pelo resto de sua vida. Em 1791, ele foi para Paris, onde, sob grande risco para sua própria segurança, participou da edição de vários periódicos monarquistas. Uma delas foi a Gazette universelle, que ele fundou juntamente com Pascal Boyer e Antoine Marie Cerisier. Foi muito bem-sucedido até ser suprimido em agosto de 1792 e seus editores tiveram que fugir para escapar da prisão. Em 1796, tornou-se editor de La Quotidienne, pelo qual foi preso após o dia 13 de Vendémiaire; ele escapou de seus captores, mas foi condenado à morte In absentia pelo conselho militar. Depois de retomar a redação de seu jornal no estabelecimento do Diretório, ele foi novamente proibido no dia 18 de Fructidor, mas depois de dois anos retornou a Paris, quando o Consulado substituiu o Diretório. 

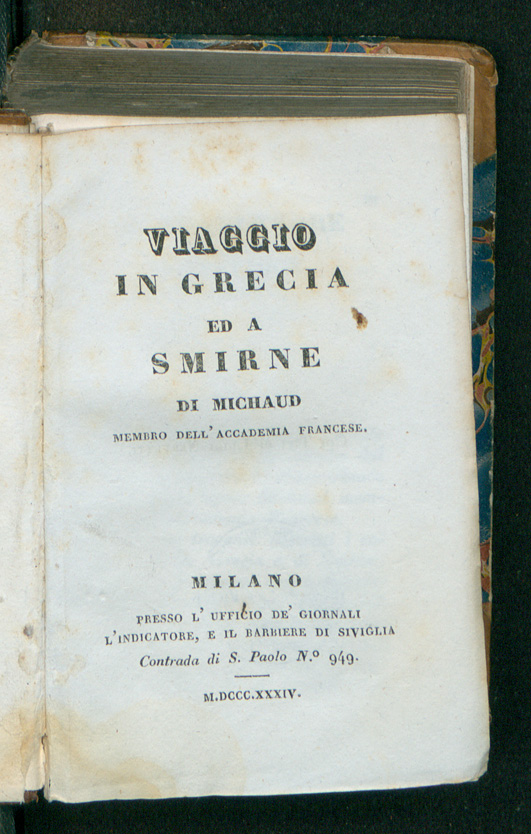
Viaggio na Grécia ed Smirne, 1834

Suas simpatias por Bourbon levaram a uma breve prisão em 1800 e, quando ele foi libertado, abandonou temporariamente o jornalismo e começou a escrever e editar livros. Em 1806, com seu irmão Louis Gabriel Michaud e dois colegas, ele publicou a Biographie moderne ou dictionnaire des hommes qui se sont fait un nom en Europe, depuis 1789, a primeira obra do gênero. Em 1811 publicou o primeiro volume de seu Histoire des Croisades (História das Cruzadas) e também o primeiro volume de sua Biographie Universelle. Em 1813, foi eleito acadêmico, ocupando a vaga deixada pela morte de Jean-François Cailhava de L'Estandoux. Em 1814 ele retomou o cargo de redator de La Quotidienne. Sua brochura Histoire des quinze semaines ou le dernier regène de Bonaparte (1815) teve um sucesso extraordinário, passando por vinte e sete edições em muito pouco tempo.
Seus serviços políticos foram agora recompensados com a cruz de um oficial da Legião de Honra e o modesto cargo de leitor do rei, dos quais ele foi privado em 1827 por ter se oposto ao "Loi d'Amour" de Peyronnet contra a liberdade de imprensa. Pressione. Em 1830-1831, viajou pela Síria e Egito com o objetivo de coletar materiais adicionais para o Histoire des Croisades; sua correspondência com um colega explorador, Jean Joseph François Poujoulat, consistindo praticamente em discussões e elucidações de vários pontos desse trabalho, foi posteriormente publicada ( Correspondance d'Orient, 7 vols., 1833-1835). Como o Histoire, é mais interessante do que exato. A Bibliothèque des croisades, em mais quatro volumes, continha as "justificativas de Pièces" do Histoire. Michaud morreu em Passy, onde sua casa estava desde 1832.

## Trabalho

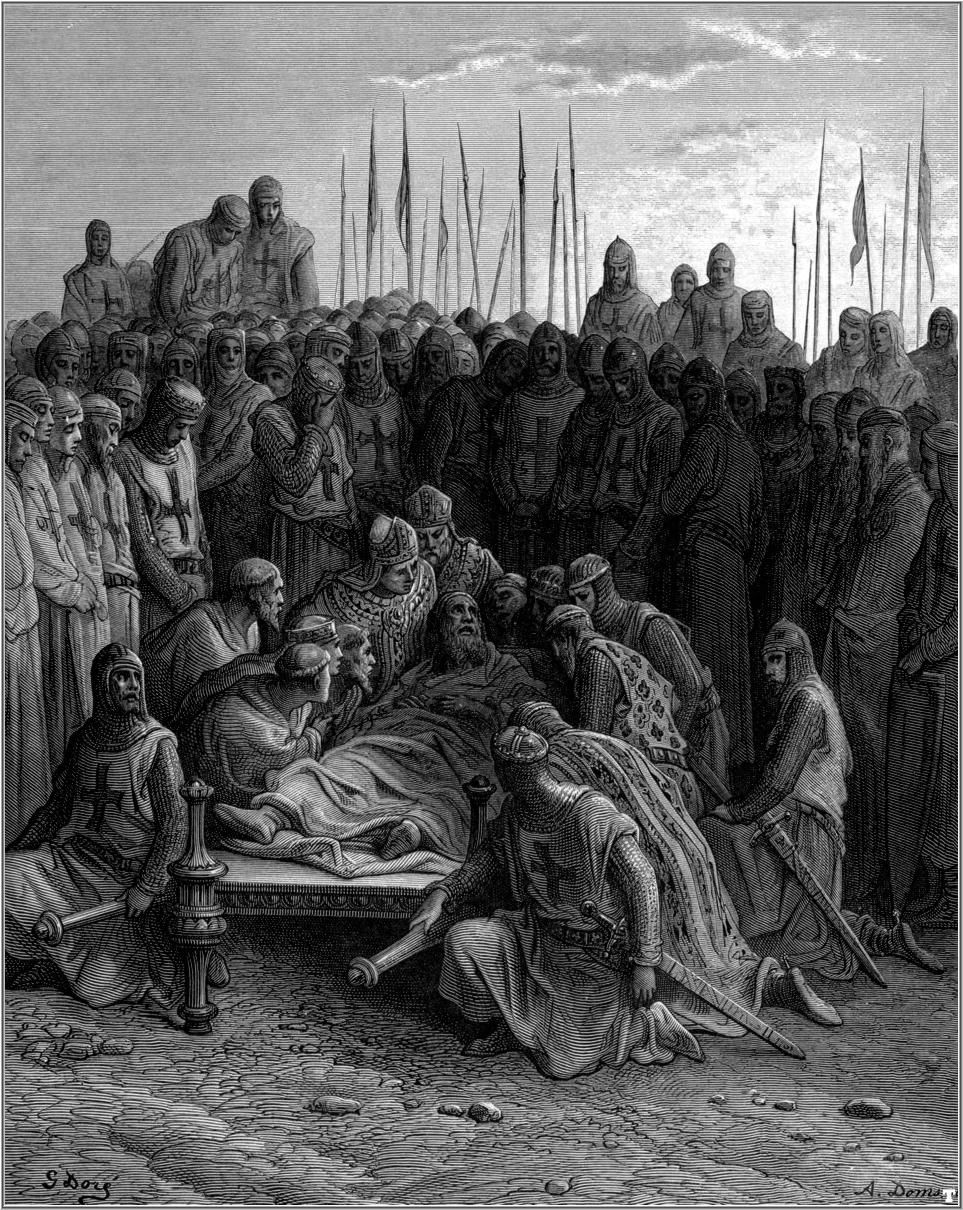
"A morte de Baldwin" (1875), uma das 100 placas preparadas para uma edição póstuma da História das Cruzadas de Michaud, de Gustave Doré.

Histoire des croisades, de Michaud, foi publicado em sua forma final em seis volumes, em 1840, sob a direção de seu amigo Poujoulat (9a ed., Com apêndice, de Huillard-Bréholles, 1856). Michaud, juntamente com Poujoulat, também editou a coleção Nouvelle des mémoires para servir o historia de France (32 vols., 1836-1844). Veja Sainte-Beuve, Causeries du lundi, vol. vii.
Em 1875, o famoso ilustrador Gustave Doré produziu 100 fotos para uma edição fólio média de 2 volumes do Histoire, publicada pela Hachette and Company.